# Simon Fuller
Simon Robert Fuller (Hastings, 17 de maio de 1960), é um empresário, talent manager e produtor de cinema e televisão britânico. Ele é o criador da franquia Idols, incluindo a série britânica "Pop Idol" e a série americana "American Idol".
Desde 2020, Fuller tem trabalhado com a empresa de tecnologia TikTok para ajudar no desenvolvimento de novos criadores da plataforma e no mesmo ano anunciou uma parceria com a Verizon Communications para desenvolver Conteúdo 5G. Em 2021, Pearson PLC anunciou uma parceria com Simon Fuller para criar um novo negócio em educação global focado em artes cênicas. Em 2016, Simon Fuller convenceu o quarteto sueco ABBA a se reunir para explorar a tecnologia de realidade virtual, o que levou o famoso grupo ao projeto ABBA Voyage.
Time nomeou Fuller uma das Time 100 | 100 pessoas mais influentes do mundo. Ele foi certificado como o empresário musical britânico de maior sucesso de todos os tempos pela Billboard. Fuller também recebeu a nomeação da 2.441ª estrela na Hollywood Walk of Fame em 23 de maio de 2011. Em 2014, ele recebeu um diploma honorário da University of Sussex em seu condado natal East Sussex em reconhecimento por sua "contribuição aos negócios, empreendedorismo e filantropia". A Sunday Times Rich List de 2020 estimou a riqueza de Fuller em 445 milhões milhões de euros, aproximadamente 2,4 Bilhões de Reais.

## Biografia
Fuller nasceu em 17 de maio de 1960 em British Cyprus, embora mais tarde a família tenha se mudado para Accra, Ghana, onde seu pai era o diretor da Escola Militar Britânica, Burma Camp. A família voltou para Hastings, East Sussex, onde o pai de Simon se tornou diretor da escola que ele frequentava. Ele tem dois irmãos, Kim e Mark Fuller.
Fuller começou sua carreira em 1981 na Chrysalis Music Limited localizada no Reino Unido, onde ele assinou o primeiro hit de Madonna, o single 'Holiday' para a empresa. Ele abriu sua própria empresa de gestão em Londres no ano de 1985, a 19 Entertainment, e acabou vendendo o negócio para a CKX, Inc. em um acordo em dinheiro e ações no valor de mais de $200 Milhões em Março de 2005. Em 2008, a empresa gerou um lucro de US$ 92,5 milhões (R$ 476 milhões) para a controladora. Fuller tornou-se diretor da CKX, uma posição que lhe deu controle criativo sobre todos os ativos da CKX, incluindo os interesses de negócios e outras propriedades de direitos de personalidades como Elvis Presley Estate, Muhammad Ali, e outros , até janeiro de 2010, quando fundou uma nova empresa, a XIX Entertainment, enquanto continuava a trabalhar com CKX/19 como consultor e produtor executivo. A XIX Entertainment recebeu uma avaliação de valor em US$ 100 milhões e é administrada a partir de escritórios em Londres e Los Angeles.
Em fevereiro de 2008, Fuller recebeu o prêmio PGA da Producers Guild of America em Hollywood. No evento, ele foi elogiado por sua criatividade, empreendedorismo e trabalho de caridade pelo British Prime Minister Gordon Brown e pelo atual Rei Charles III, que ainda era o Príncipe de Gales na época, o qual também agradeceu a Fuller por seu apoio à instituição de caridade do Príncipe The Prince's Trust.

### Produção de TV, formatos, tecnologia
O primeiro empreendimento de televisão de Fuller foi Miami 7, um drama de TV adolescente com roteiro estrelado pelo grupo pop britânico S Club 7 exibido pela BBC/Fox Kids em mais de 100 territórios ao redor do mundo. Miami 7 lançou a carreira de várias estrelas, incluindo Rachel Stevens, Jon Lee, Holly Willoughby, e Ben Barnes, e o programa criou uma base de inspiração para os musicais adolescentes de televisão que se seguiram, incluindo Glee e High School Musical.
Em 2001, Fuller criou o Pop Idol, um programa de TV de sábado à noite no horário nobre da televisão britânica o qual Maggie Brown, do jornal The Guardian afirma que "se tornou um formato de realidade/entretenimento influente". O programa produziu sucessos instantâneos em primeiro lugar nas paradas, incluindo para Will Young, cujo single "Evergreen" foi nomeado pela revista NME em 2012 como o "single mais vendido do século" no Reino Unido. Fuller vendeu o formato do Pop Idol para todo o mundo, e ele foi creditado por criar o formato de TV mais valioso do mundo, com um valor de mais de US$ 8 bilhões composto por receitas de patrocinadores, merchandising, telefonia, vendas de música, transmissões e fontes de publicidade. Nos EUA, o American Idol (Versão Americana do formato crido por Simon Fuller) se tornou o programa número 1 em avaliações. O show transformou e introduziu estrelas como seu apresentador Ryan Seacrest, além de Simon Cowell, Randy Jackson e Paula Abdul, bem como muitos de seus participantes, incluindo Kelly Clarkson (A Primeira American Idol) , Carrie Underwood e outros. Mais de 30 milhões de espectadores viram David Cook vencer a sétima temporada do American Idol em maio de 2008 e quando Fuller renovou o programa em 2011 para sua 10ª temporada, as avaliações e número de espectadores subiram em 20%. Para o evento final foram enviados mais de 122,4 milhões de votos, um recorde para um reality show.
Em 2005, Fuller, junto com o co-criador Nigel Lythgoe, lançou o programa So You Think You Can Dance na rede Fox dos Estados Unidos. O programa cresceu ao longo de 16 temporadas e se tornou um sucesso regular de verão. Em 2012, a XIX Entertainment de Simon Fuller criou um novo formato internacional com Jennifer Lopez, Marc Anthony, e Jamie King chamado Q'Viva! The Chosen, e descrito como uma celebração da cultura latina, exibido em 21 territórios e alcançando mais de 30 milhões de telespectadores de língua espanhola.
Em dezembro de 2016, a emissora estatal norueguesa NRK anunciou que havia concluído um acordo com Simon Fuller para produzir a versão em inglês de 'Skam ; Mais tarde, Fuller anunciou um acordo com o Facebook para lançar o premiado formato de drama SKAM Austin nos EUA em 2018.
Em 2017, a mídia internacional noticiou sobre as audições realizadas pela empresa XIX de Fuller para o Now United, um grupo pop global com acesso online em tempo real realizado em 14 cidades ao redor do mundo. Em 2019, o London Evening Standard  confirmou que a BBC One iria transmitir Serengeti, um drama sobre vida selvagem criado por Fuller. Em julho de 2020, a mídia dos EUA informou que "Serengeti", dublado por Lupita Nyong'o, havia sido indicado ao Primetime EMMY Award
Em fevereiro de 2023, Fuller criou uma banda/grupo de dança fictício de animais chamado The Meeps, com seu single de estreia "Love Louder".

## Impacto na cultura musical
Fuller ganhou destaque na década de 1990 por gerenciar o grupo pop Spice Girls. Ele administrou artistas como Victoria Beckham, Annie Lennox,  S Club 7, Now United, Steven Tyler, Amy Winehouse, Carrie Underwood, Kelly Clarkson, Will Young, Emma Bunton, Any Gabrielly, The Future X, Lisa Marie Presley e muitos mais, além dos ícones do esporte Lewis Hamilton, Andy Murray.
Em 2008, Fuller foi certificado como o empresário musical britânico de maior sucesso de todos os tempos pela revista Billboard. Ele administrou a carreira de Annie Lennox desde o lançamento de seu disco multi-platina Diva em 1991. Ele gerenciou compositores e produtores de sucesso, incluindo Cathy Dennis, que conheceu Fuller quando ainda era cantora do D Mob na década de 1980. Sob a orientação de Fuller, Dennis se tornou a compositora número 1 do Reino Unido com uma série de sucessos de artistas como Kylie Minogue, Britney Spears, Katy Perry, Pink, Will Young e outros.
Fuller administrou as Spice Girls durante o auge de seu sucesso na década de 1990 e continua sendo parceria com as cinco garotas até hoje. Sob a orientação de Fuller, as Spice Girls se tornaram um fenômeno de marketing, alcançaram o status de líder das paradas em todo o mundo e venderam mais de 85 milhões de discos. Em 2002, a empresa de Fuller descobriu Amy Winehouse, de 19 anos, e produziu seu primeiro álbum premiado 'Frank e a assinou com Universal Music.
Em 2005, 2006 e 2007, os atos musicais mais vendidos na América do Norte (Kelly Clarkson, Carrie Underwood e Daughtry) foram todos gerenciados por Fuller. Em outubro de 2016, Fuller anunciou um projeto com os 4 membros originais do supergrupo sueco ABBA para criar uma versão digital do grupo; Em agosto de 2020, a BBC News anunciou que Fuller havia assinado um acordo exclusivo com a empresa de tecnologia TikTok para criar um novo supergrupo focado na plataforma.

## Influência Na moda
Fuller possui participações significativas em várias empresas de moda britânicas, incluindo Victoria Beckham Ltd. Em 2006, Fuller intermediou o acordo para a 19 Entertainment comprar uma participação majoritária na [Storm Model Management]]. Em 2008, após reunir uma equipe criativa altamente qualificada, Fuller lançou a coleção de vestidos Victoria Beckham na New York Fashion Week. Desde então, Victoria Beckham Limited cresceu e se tornou uma das marcas de moda de alta qualidade mais vendidas, com estoque em mais de 400 lojas em todo o mundo e ganhando destaque como Marca do Ano em 2012 e 2014 no British Fashion Awards. Em 2012, Fuller acompanhou Victoria Beckham no lançamento do negócio na China.
Em fevereiro de 2012, a XIX Entertainment lançou a linha de bodywear de David Beckham em 2.500 lojas da H&M em todo o mundo. Isso foi continuou em 2015, quando Fuller anunciou uma parceria mutua com a Global Brands Group Holding Ltd, com sede em Hong Kong, dando a Fuller e Beckham a propriedade de seu próprio negócio de vestuário especificamente para desenvolver a marca David Beckham e outros produtos de consumo. O primeiro resultado dessa parceria foi o relançamento no outono de 2016 da marca britânica de moda masculina Kent & Curwen, que sob propriedade de Beckham, Fuller e 7 Global atualmente administra 113 lojas em 51 cidades em todo o mundo. Em 2019, a mídia dos EUA informou que Fuller vendeu 33% de suas ações nos negócios de David Beckham por US$ 50 milhões, depois de gerar uma receita de US$ 72,4 milhões e um lucro de US$ 16 milhões no ano fiscal de 2017.

## Influencia nos Esportes
Em 2003, Fuller formou uma parceria com o jogador de futebol britânico David Beckham e construiu uma gama diversificada de interesses comerciais em esporte, lazer, moda e entretenimento durante um período de 16 anos que ficou conhecida como Marca Beckham. Em 2006, Fuller assumiu a representação da seleção inglesa de futebol por sugestão de Beckham e no ano seguinte Fuller negociou um contrato de cinco anos para Beckham ingressar no LA Galaxy. Em 2013, Fuller e Beckham discutiram planos para comprar um time de futebol americano da MLS em Miami com Beckham agradecendo a Fuller em uma entrevista à CNN: “Quando assinei meu contrato, meu empresário Simon Fuller recebeu uma cláusula no contrato que me permitiu ter uma franquia no final da carreira de jogador”.
Mais tarde, no mesmo ano, Fuller e Beckham lançaram um novo whisky global em parceria com a empresa britânica de bebidas Diageo. O plano de Fuller de entregar a Beckham a propriedade de um time da MLS foi anunciado em janeiro de 2018, quando Miami foi confirmado como o 25º time da MLS. O Financial Times informou que Fuller vendeu sua participação nos negócios de David Beckham em 2019 por cerca de £ 50 milhões.
Em 2009, Fuller assumiu a representação pessoal do tenista britânico número 1 Andy Murray, representando-o durante suas vitórias no US Open e Wimbledon e posteriormente ajudando o jogador a estabelecer seu próprio negócio. Em março de 2011, Fuller foi anunciado como agente do piloto britânico de F1 Lewis Hamilton e surpreendeu muitos quando transferiu Hamilton da McLaren e assinou com ele um contrato de longo prazo com a equipe MercedesAMG. Hamilton venceu o Campeonato Mundial de F1 de 2014 e agradeceu publicamente a Fuller por seu apoio.

## Vida pessoal
Fuller se casou com sua parceira de longa data, Natalie Swanston, em maio de 2008, e juntos eles têm três filhos.
Ele possui um portfólio de imóveis que inclui propriedades na Europa, América do Norte e América do Sul. Em 2014, Fuller recebeu um diploma honorário da University of Sussex em reconhecimento por sua "contribuição aos negócios, empreendedorismo e filantropia".

## Prêmios e indicações
- Prêmio Britweek de Empreendedor do Ano de 2016[65]
- Emmy de Artes Criativas do Prêmio Governador de 2016[66]
- Grau Honorário de 2014, pela Universidade de Sussex[67]
- Estrela na Calçada da Fama de Hollywood em 2011[68]
- Top Trend Setter de 2007, Revista Forbes[69]